# إعلام طالبان

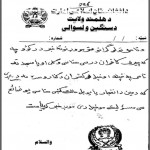
رسالة طالبان الليلية الدعائية: "انتباه إلى جميع الإخوة الأعزاء: إذا جاء الكفار إلى قراكم أو إلى مساجدكم، يرجى منع شبابكم من العمل معهم وعدم السماح لهم بالسير مع الكفار. إذا قُتل أي شخص في عائلتك بلغم أو أي شيء آخر، فستكون أنت المسؤول، وليس نحن"

تطورت الدعاية لحركة طالبان في أفغانستان منذ سقوط حكومتها الوطنية في عام 2001، إلى آلة علاقات عامة متطورة تعمل على تشكيل المفاهيم في أفغانستان وخارجها. رغم أن استطلاعات الرأي تبين أن الحركة ما تزال لا تحظى بالشعبية، فقد استغل المتمردون الشعور المتنامي بالغربة الذي تغذيه سنوات من وعود الحكومة التي لم توفي بها، والفساد الرسمي، وارتفاع عدد الوفيات بين المدنيين بسبب الضربات الجوية والأعمال العسكرية الأخرى. جاء في تقرير صادر عن مجموعة الأزمات الدولية، وهي مؤسسة فكرية تراقب الصراعات، أن: «النتيجة هي إضعاف الدعم الشعبي لبناء الدولة، رغم أن قلة منهم يدعمون حركة طالبان بشكل فعال». يتفق مسؤول أمريكي في أفغانستان مع ذلك بقوله: «لا ينبغي أن نكون محاورين سلبيين بعد الآن إذا أردنا تغيير هذا الوضع».
يقول توماس هاورد جونسون، الذي عمل مبعوثًا أمريكيًا خاصًا إلى أفغانستان (1989-1992): «تقع كامل منصة إنتاج الدعاية المنفذة لحملة طالبان الإعلامية داخل أفغانستان ويشرف عليها جهاز الاستخبارات الباكستانية»، بما في ذلك مجلات الصمود، وإن فايت، وشهامات، وإلهان، ومورشال، ونشرة ستريك الشهرية والأستوديوهات الإعلامية ومنشآت الإمارة والحجيرات ومان-أول جهاد لإنتاج الفيديو.

## خلفية
يتم التركيز في الرسالة الإعلامية لحركة طالبان بشكل رئيسي على تاريخ الحروب بين المسيحيين والمسلمين. تؤكد حركة طالبان على الاختلافات الدينية والثقافية بين الغرب والشرق، وعلى فكرة صدام الحضارات، وتستنكر اضطهاد الغرب للإسلام، وتدعو الحرب ضد الإرهاب بأنها حرب ضد الإسلام، وتستنكر القوات الدولية واصفة إياها «بالمحتلة والغازية». يصورون حكومة أفغانستان على أنها دمية القوات الدولية، وأعمال إعادة البناء على أنها «محاولات لتنصير أفغانستان» عن طريق استغلال ضحايا الضربات الجوية من المدنيين واستغلال التقارير الإعلامية لانتهاكات السجناء وسوء معاملتهم لمصلحتهم.

### بعد أحداث 9/11
كانت جهود حركة طالبان الإعلامية بعد بداية شهر ديسمبر محدودة وحذرة، لتعكس بذلك الطابع غير المستقر لموقفها. كان عبد اللطيف حكيمي أول متحدث إعلامي تم تعيينه بعد سقوط النظام. عندما اعتقلت السلطات الباكستانية حكيمي في 4 أكتوبر، 2005، حل محله ما يصل إلى ثلاثة خلفاء. كان أحد هؤلاء المتحدثين محمد حنيف، الذي اعتقل في يناير، 2007. كان الهدف الرئيسي من نشاطات طالبان الإعلامية خلال هذه الفترة هو الترويج لعمليات طالبان في أفغانستان بطريقة مبالغ فيها في كثير من الأحيان. تحقق ذلك بشكل رئيسي من خلال التواصل مع الصحافة الدولية أو الباكستانية، سواء من خلال الإذاعة أو الهاتف أو الصحف.

## الاستراتيجية
أصبحت حركة طالبان بارعة في تصوير أن الغرب على وشك الهزيمة، وفي استغلال الخلافات بين واشنطن وكابل وفي الاستخفاف بإدارة الرئيس حامد كرزاي وبأنها دولة «دمية» ليس لها نفوذ خارج العاصمة. تحاول المجموعة أيضًا طمأنة الأفغان بأن لديها خطة لحكم البلاد مجددًا، طارحةً برنامج عمل للقضاء على الفساد وحتى حماية حقوق المرأة.
وفقًا المحلل السياسي الأفغاني جيلاني زواك، الذي كان يدرس دعائية حركة طالبان على مدى سنوات، «فإنهم لا يتحدثون فقط عن الاحتلال والضحايا المدنيين. إنهم يتصرفون وكأنهم بديل عن هذه الحكومة».

### على مستوى القرية
نظرًا لأن واجهة الدعاية المتمثلة بالمتحدثين الرسميين كانت ضرورية لتقويض الحكومة والتواصل مع العالم خارجًا، فإن الحملة الدعائية في القرية تعد مهمة من أجل تجنيد الشباب والحصول على الدعم المحلي. تعد المساجد الأماكن المفضلة لدعاة طالبان الذي يسعون دائمًا إلى إقناع القرويين بأن القوات الدولية تحارب الإسلام وأن واجبهم المقدس أن يقفوا للجهاد. يصفون المصادر الدولية، اقتباسًا من المصادر الدينية والفتاوي المختلفة (مراسيم إسلامية)، بأنها محتلة وغازية ويصفون حكومة كرازي بأنها دميتهم، ويخبرون السكان المحليين أن تقديم الدعم لهؤلاء على أي مستوى هو فعل غير إسلامي، وبالتالي سيعاقبون عليه من قبل المجاهدين.

## الفعالية
تعرف حركة طالبان كيف تستغل وسائل الإعلام الغربية. على سبيل المثال، في 18 أغسطس، نصبت حركة طالبان كمينًا لدورية فرنسية على بعد 30 ميل من العاصمة الأفغانية، وأسفر عن هذا الهجوم مقتل 10 جنود. بعد عدة أسابيع، ظهر المسلحون المتورطون في الهجوم في ثماني صفحات لامعة في مجلة باري-ماتش، وهي إحدى صحف الأخبار الفرنسية الأسبوعية البارزة، يتباهون بأسلحة الجنود القتلى ومتاعهم وملابسهم الرسمية. بالعودة إلى فرنسا، انخفض مدى التأييد للحرب إلى مستوى جديد. أشار وزير الدفاع هيرف مورين إلى أن طالبان «فهمت أن الرأي العام هو نقطة ضعف» المجتمع الدولي.

## البنية
تمتلك حركة طالبان الأفغانية 10 لجان تعالج قضايا محددة، إلى جانب أربع قيادات إقليمية. بعض أعضاء اللجان هم أيضًا أعضاء في شورى كويتا. تتولى إحدى هذه اللجان- لجنة الثقافة والإعلام- الدعاية لحركة طالبان. يترأس هذه اللجنة أمير خان متقي.
شغل مولوي قدرة الله جمال منصب رئيس الدعاية في حركة طالبان خلال الفترة بين عامي 2002-2005. وهو يدير الآن لجنة تحقيق تعالج شكاوى المواطنين الأفغان ضد أفراد حركة طالبان المحليين. يعمل جمال أيضًا صلة وصل مع المؤيدين المحليين لحركة طالبان.